# Man of the Hour
Man of the Hour è una canzone dei Pearl Jam, scritta dal cantante Eddie Vedder per la colonna sonora del film Big Fish - Le storie di una vita incredibile, come canzone che accompagna i titoli di coda e come opening track dell'album contenente le musiche del film. La canzone uscì nel novembre 2003, poco prima dell'uscita del film; fu il primo lavoro pubblicato senza etichetta discografica, con l'aiuto di Amazon.com.
La canzone può anche essere trovata sul greatest hits della band. Un singolo della canzone fu pubblicato il 26 novembre 2003, contenente la versione demo della canzone, solamente con Vedder alla voce; la parte di chitarra fu resa disponibile tramite acquisto dal sito-web della band.
La canzone fu eseguita dal vivo il 22 ottobre 2003, durante il concerto tenuto dalla band alla Benaroya Hall di Seattle. Dalla morte di Johnny Ramone, la canzone viene dedicata a lui.

## Significato del testo
La canzone parla di un uomo giovane che dice addio al proprio padre: "The man of the hour has taken his final bow/Goodbye for now" ("L'uomo del momento ha fatto l'ultimo inchino/Addio per ora"). In accordo con Billboard, "la versione acustica è accentata da una chitarra slide nostalgica, con il testo che riflette su come il legame padre/figlio può essere fortificato da ciò che sembrano ostacoli insormontabili."
Secondo quanto detto da Eddie Vedder il 1º giugno 2006, durante lo svolgimento del concerto di East Rutherford, New Jersey, questa è la prima parte di due canzoni fra loro legate; la seconda è "Come Back" contenuta in Pearl Jam, dove è presente lo stesso giovane che parla con la salma due mesi dopo l'accaduto.

## Accoglienza
Eddie Vedder fu candidato ai Golden Globe nella categoria miglior canzone originale, poi vinto da Annie Lennox con Into the West per il film Il Signore degli Anelli - Il ritorno del re. Fu anche candidata per il 2003 Broadcast Film Critics Association Award.
Nell'intervista al regista Tim Burton presente sul DVD di Big Fish - Le storie di una vita incredibile, ha dichiarato che la canzone è "magnifica" e "così adatta" e che niente collega e rispecchia così bene il film.

## Tracce
1. Man of the Hour – 3:46
2. Man of the Hour (Demo) – 3:53